# IC 2718
IC 2718 ist eine Spiralgalaxie vom Hubble-Typ S im Sternbild Löwe auf der Ekliptik. Sie ist schätzungsweise 447 Millionen Lichtjahre von der Milchstraße entfernt und hat einen Durchmesser von etwa 65.000 Lichtjahren.

Im selben Himmelsareal befinden sich u. a. die Galaxien IC 2713, IC 2719, IC 2720, IC 2723.
Das Objekt wurde am 27. März 1906 von Max Wolf entdeckt.